# Гого (рыба)
Гого (лат. Gogo) — род лучепёрых рыб из семейства Anchariidae отряда сомообразных, представители рода были обнаружены только на Мадагаскаре. В состав рода включают 4 вида.

## Описание
Эти рыбы имеют максимальные размеры от 17,1 до 25,0 см.
Пресноводные эндемики Мадагаскара, преимущественно в высокогорных речках на востоке острова. Вид G. arcuatus найден в бассейне реки Сандрананта, а вид G. ornatus — в бассейне реки Мангуру; G. brevibarbis известен только по голотипу предположительно из бассейна реки Манандзари. G. atratus найден в Мананара на северо-востоке Мадагаскара. G. atratus является ночным видом и питается водными насекомыми и мелкими пресноводными креветками.

## Систематика
- Gogo arcuatus Ng & Sparks, 2005[2]
- Gogo atratus Ng, Sparks & Loiselle, 2008[3]
- Gogo brevibarbis (Boulenger, 1911)[4]
- Gogo ornatus Ng & Sparks, 2005[2].